# Damas de Blanco
Damas de Blanco (spanska för Kvinnor i vitt) är en kvinnlig motståndsrörelse på Kuba, som försöker förena makor och andra släktingar till de oliktänkande som fängslats under Fidel Castros regim. Kvinnorna protesterar mot fångenskaperna genom att gå till mässan varje söndag iklädda vita klänningar, och går därefter tysta genom gatorna i dessa vita kläder. Färgen vitt symboliserar männens oskuld. Rörelsen tilldelades Europaparlamentets Sakharovpris 2005.

## Bakgrund
Damas de Blanco grundades två veckor efter 2003 års massarrestering som Kubas regering utförde på 75 personer. Dessa var huvudsakligen verksamma inom media och information, och anklagades för att ta emot pengar och gåvor från United States Interests Section in Havana i syfte att undergräva det socialistiska samhället. Därigenom skulle de bryta emot den så kallade munkavlelagen (lag 88 eller Lex Mordaza) som förbjuder kubaner att kritisera revolutionen. Efter rättegång dömdes de till i genomsnitt tjugo års fängelse. Arresteringarna skedde i nära anslutning till USA:s krig mot Irak, och massmedierna var uppslukade av den händelsen. 
Anhöriga till de tillfångatagna började träffas på söndagar vid St. Rita kyrkan i Havanna för att be för fångarna. Efter varje mässa, började de företaga en rituell procession från kyrkan till den närbelägna parken. De vita kläderna de har är till åminnelse av Madres de la Plaza de Mayo i Argentina, vilka använde en liknande strategi för att begära upplysningar om deras försvunna barn från militärregimens tid. Varje deltagare i Damas de Blancos processioner bär en knapp med ett fotografi på hennes fängslade anhöriga och en siffra som anger åren fångenskapen varat.

## Kubanska regeringens inställning
Kubas regering har regelbundet organiserat grupper av regimvänliga för att möta upp Damas de Blancos protester. Flera av rörelsens medlemmar har rapporterat att de har häktats och hotats av polisen, och att deras hem har sökts igenom. Under palmsöndagen 2005 sände den regimvänliga Föreningen Kubas kvinnor 150 kvinnor för en motdemonstration. En razzia genomfördes mot organisationen 9 december 2007 där tre medlemmar i Liberala ungdomsförbundet och åtta katalanska liberaler fråntogs sina pass och sattes i husarrest.

## Sakharovpriset
2005 tilldelades Damas de Blanco, Reportrar utan gränser, och den nigerianska människorättsadvokaten Huawa Ibrahim Sakharovpriset. Fem av rörelsens ledare utvaldes för att emottaga priset: Laura Pollán, vars make Hector Maseda avtjänar ett tjugo års fängelsestraff; Miriam Leiva, vars make Oscar Espinosa Chepe har blivit villkorligt frigiven på grund av sjukdom; Berta Soler, vars make Angel Moya Acosta avtjänar tjugo år; Loida Valdes, vars make Alfredo Felipe Fuentes dömdes till tjugosex år; och Julia Núñez, vars make Adolfo Fernández Saínz avtjänar femton år. Några av dem förhindrades att besöka sina makar för att berätta för dem om priset, men Laura Pollán uppgav för Wall Street Journal att de som fått nyheten var väldigt glada och stolta.
Kubas regering hindrade kvinnorna från att deltaga i prisutdelningen i Strasbourg, Frankrike.